# Európai Monetáris Intézet
Az Európai Monetáris Intézet (EMI) az Európai Központi Bank (EKB) meghatározott időtartamra (1994. január 1. – 1998. május 31.) létrehozott elődintézménye, mely a Gazdasági és Monetáris Unió harmadik szakaszát készítette elő. Elnöke a magyar származású Lámfalussy Sándor volt.

## Feladatai
Az Európai Közösséget létrehozó szerződés értelmében az Európai Monetáris Intézet köteles kialakítani az 1999. január 1-jétől létrejövő Központi Bankok Európai Rendszerének (KBER) szabályozási, szervezeti és logisztikai keretét.
Az EMI:
- elemezte a lehetséges monetáris politikai stratégiákat,
- kidolgozta az egységes monetáris politika eszközeit és eljárásrendjét,
- összehangolta az euróövezeti pénzügyi statisztikákat,
- kifejlesztette a devizaműveletek végzésére, valamint a devizatartalékok tartására és kezelésére szolgáló keretrendszert,
- létrehozta az euróövezet pénzforgalmi rendszerét (a TARGET rendszert),
- előkészítette az eurobankjegyeket.

Továbbá az EMI részt vett a monetáris és pénzügyi vonatkozású nemzeti és közösségi jogalkotás (például a nemzeti központi bankok alapokmányainak) előkészítésében is. valamint együttműködött a többi uniós testülettel a harmadik szakaszra való felkészülésben.

## Lásd még
- EKB: Az összes EMI-publikáció (angol nyelven)